# PLAC8L1
PLAC8L1 (англ. PLAC8 like 1) – білок, який кодується однойменним геном, розташованим у людей на 5-й хромосомі. Довжина поліпептидного ланцюга білка становить 177 амінокислот, а молекулярна маса — 19 885.
| 10         |  | 20         |  | 30         |  | 40         |  | 50         |
| ---------- |  | ---------- |  | ---------- |  | ---------- |  | ---------- |
| MNWFGSNFFR |  | CPEDLSLLNI |  | YSPLLSHMSS |  | EDEHFISNLR |  | GHVPASAVVK |
| QPVRGASGRT |  | TITAIVQTGG |  | GWSTGLFSVC |  | RDRRICFCGL |  | FCPMCLECDI |
| ARHYGECLCW |  | PLLPGSTFAL |  | RIGTRERHKI |  | QGTLCEDWLA |  | VHCCWAFSIC |
| QVARELKMRT |  | SQVYEICAVP |  | MTKDTLV    |  |            |  |            |

A: Аланін

C: Цистеїн

D: Аспарагінова кислота

E: Глутамінова кислота

F: Фенілаланін

G: Гліцин

H: Гістидин

I: Ізолейцин

K: Лізин

L: Лейцин

M: Метіонін

N: Аспарагін

P: Пролін

Q: Глутамін

R: Аргінін

S: Серин

T: Треонін

V: Валін

W: Триптофан